# Баранов Федір Олексійович
Федір Олексійович Баранов (9 січня 1905, місто Санкт-Петербург, тепер Російська Федерація — 15 березня 1982) — радянський державний діяч, 1-й секретар Бобруйського та Гродненського обласних комітетів КП Білорусії. Депутат Верховної ради Білоруської РСР. Депутат Верховної ради СРСР 4—5-го скликань.

## Життєпис
З 1920 року працював робітником на будівництві, був слюсарем на судноремонтному заводі. Освіта середня.
З 1926 по 1931 рік служив на Чорноморському флоті РСЧФ.
Член ВКП(б) з 1928 року.
З 1931 року — на партійній роботі в місті Ленінграді.
У 1940 — 2 жовтня 1942 року — 3-й секретар Барановицького обласного комітету КП(б) Білорусії.
2 жовтня 1942 — 20 липня 1944 року — 2-й секретар Барановицького обласного комітету КП(б) Білорусії.
У 1942—1943 роках — уповноважений ЦК ВКП(б) із введення енергетичних потужностей Уралу.
З серпня 1943 по липень 1944 року був членом Барановицького підпільного обласного комітету КП(б) Білорусії. У жовтні 1943 —  липні 1944 року — командир партизанського з'єднання Південної зони Барановичської області, учасник німецько-радянської війни з червня 1941 року.
У вересні 1944 — вересні 1952 року — 1-й секретар Бобруйського обласного комітету КП(б) Білорусії.
У серпні 1953 — лютому 1958 року — 1-й секретар Гродненського обласного комітету КП Білорусії.
У 1958 — 18 грудня 1962 року — голова Комісії державного (радянського) контролю Ради міністрів Білоруської РСР.
З грудня 1962 року — член Партійної комісії при ЦК КП Білорусії. Потім — персональний пенсіонер.
Помер 15 березня 1982 року.

## Нагороди
- два ордени Леніна (1950, 1958)
- орден Жовтневої Революції (1975)
- орден Червоного Прапора (1.01.1944)
- орден Вітчизняної війни І ст.
- медалі